# Гефсиманский монастырь
Гефсима́нский монасты́рь (Монастырь равноапостольной Марии Магдалины в Гефсимании, официальное название: «Вифанская община во имя Воскресения Христова с церковью равноапостольной Марии Магдалины в Гефсиманском саду») — православный женский монастырь в Восточном Иерусалиме. Занимает часть исторического Гефсиманского сада на склоне Елеонской горы. Относится к Русской духовной миссии в Иерусалиме в юрисдикции Русской православной церкви заграницей (с 2007 года в составе РПЦ МП).
Основан в 1934 году как женская монашеская община при храме Марии Магдалины, статус монастыря получил в 1988 году. Пещерная часовня во имя Страстей Господних освящена в 1988 году.

## История
В 1929 году инокиня Валентина (Цветкова), из семьи московских интеллигентов, была поставлена архиепископом Анастасием (Грибановским) заведовать русским Гефсиманским участком, находившимся в ведении Русской духовной миссии с 1881 года, где в 1886 году на средства царской фамилии в честь императрицы Марии Александровны был выстроен храм святой Марии Магдалины.
Весной 1932 года в Иерусалим приехали на поклонение святым местам две англиканские монахини родом из Шотландии — Стелла (в миру Марион Робинсон) и Катрин-Френсис (в миру Аликс Спрот), которые, по авторитетной рекомендации, были поселены на Гефсиманском участке — сначала в так называемом «малом», или «Капустинском», домике, затем — в нижнем, «Великокняжеском», которые сдавались постояльцам чтобы иметь средства для поддержания участка. Они ничего не знали ни о России, ни о Православии. Сестра Валентина однажды довольно долго беседовала с ними о России, рассказывала свои воспоминания о личном общении с Великой княгиней Елизаветой. Сестра Стелла перед самым отъездом из Англии приобрела небольшую брошюру о Великой княгине Елизавете Фёдоровне. Узнав, что останки убиенной покоятся под храмом святой Марии Магдалины, обе монахини стали посещать богослужения в этой церкви. Вдохновившись жизнью Великой княгини Елизаветы, они приняли православие с именами Мария и Александра.

### Вифанская монашеская община
19 августа 1934 года архиепископ Анастасий (Грибановский) в храме Марии Магдалины постриг в монашество Марию Робинсон с сохранением имени Мария. Через три месяца он постригает Александру Спрот с именем Марфа и Валентину Цветкову с именем Варвара. Архиепископ Анастасий (Грибановский), который назначил монахиню Марию заведующей Русским Гефсиманским участком и хранительницей усыпальницы Елизаветы Феодоровны. Варвара (Цветкова) становилась её помощницей по Гефсимании, а Марфа (Спрот) — по Вифании. Будучи выходцами из состоятельных семей, Мария и Марфа жертвовали свои личные средства на обустройство монашеской общины, первоначально расположившейся в Вифании на участке Русской духовной миссии, приобретённом архимандритом Леонидом (Сенцовым). Были отремонтированы разрушенные здания, цистерны-водосборники, благоустроен сад.
20 апреля 1935 года состоялось официальное открытие Вифанской женской монашеской общины во имя Воскресения Христова, а 9 октября 1936 года в Белграде митрополит Анастасий (Грибановский), к тому времени уже Первоиерарх РПЦЗ, возвёл монахиню Марию (Робинсон) в сан игуменьи с возложением наперсного креста с драгоценными украшениями. Община, собираемая игуменьей Марией, с самого начала была многонациональной. В ней молились и трудились палестинские девушки, русские эмигрантки и монахини из Европы.
На Лазареву Субботу 1937 года в Вифании открылась школа-интернат для православных арабских девочек, позже там открывается иконописная школа для живописи под руководством художницы Татьяны Косинской. В 1938 году было выстроено отдельное здание для школы. В том же году игуменья Мария передала управление школой сестре Марфе, а сама основала общежитие в Гефсиманском саду. В Вифании остались только те сёстры, которые занимались обучением и воспитанием учениц школы-интерната.
В 1948 года прекратилось действие Британского мандата над Палестиной, началась арабо-израильская война. Игумения Мария добилась опеки Красного креста над монашеской общиной в Гефсимании. Монастырь, оказавшийся политически на территории Иорданского королевства, принимал на своей территории русских и арабских беженцев.
В 1950 году в Гефсиманию прибыла очередная группа сестёр, пополнившая состав монастыря.
В 1951 году Святую Землю посетил архимандрит Мефодий (Кульман), клирик Западноевропейского экзархата русских приходов. Несмотря на сложные взаимоотношения Западноевропейского экзархата с РПЦЗ, по почину и при поддержке архимандрита Мефодия с 1952 года Гефсиманскую общину периодически посещали группы паломников из Западной Европы по 50-60 человек в год. Наряду с организацией паломничества, он устраивает повсеместные сборы пожертвований на содержание русских монастырей на Святой Земле. По его благословению и под его руководством парижанка Наталья Середа, ставшая впоследствии монахиней Анной и подвизавшаяся при Вифанской общине, составляет паломнические сборники-путеводители «Святая Земля» (Париж, 1961) и «Спутник паломника по святым местам» (Париж, 1963).
С 1967 по 2000 года в Гефсиманском монастыре подвизался известный в русском зарубежье духовник архимандрит Нектарий (Чернобыль).
В 1987 над ступеньками лестницы, на пожертвования членов РПЦЗ из Австралии была построена небольшая открытая часовня, посвящённая евангельскому событию входа Господня в Иерусалим.

### Монастырь
В 1988 году, по случаю столетия освящения церкви Святой Марии Магдалины, Гефсиманская община была возведена в ранг монастыря. В том же году в гроте, где, по преданию, спали апостолы Пётр, Иаков и Иоанн во время молитвы Иисуса перед арестом в Гефсиманском саду, была освящена пещерная часовня во имя Страстей Господних.
После 1991 года в Гефсиманский и Елеонский монастыри стали прибывать сёстры из стран СНГ. После того, как в 1992 году Архиерейский Собор Русской Православной Церкви причислил великую княгиню Елизавету Фёдоровну и инокиню Варвару к лику святых, популярность монастыря значительно возросла.
В июне 1997 года, при посещении обители патриархом Алексием II, прибывшим в Святую Землю на торжества 150-летия Русской Духовной Миссии, настоятельница Анна (Карыпова), из «русских австралиек», несмотря на сложные на тот момент взаимоотношения между РПЦЗ и Московским патриархатом, встретила Патриарха хлебом-солью.
В ноябре 2012 года, в ходе паломничеств по святым местам Иерусалима, монастырь посетил патриарх Московский Кирилл, совершив молебен преподобномученицам великой княгине Елисавете Фёдоровне и инокине Варваре, произнеся приветственное слово и передав в дар храму обители образ Божией Матери.

## Настоятельницы
- Мария (Робинсон) (1934—1969)
- Варвара (Цветкова) (1969—1983)
- Феодосия (Баранова) (1983—1988)
- Анна (Карыпова) (1989—1998)
- Елисавета (Шмельц) (с 1999)